# Boucles de la Mayenne
Boucles de la Mayenne je etapový cyklistický závod konaný v departementu Mayenne ve francouzském regionu Pays de la Loire. Závod, který byl poprvé zorganizován v roce 1975, byl od roku 2006 součástí UCI Europe Tour na úrovni 2.1, v roce 2020 se stal součástí UCI ProSeries. Ročník 2020 však musel být zrušen kvůli pandemii covidu-19.

## Seznam vítězů
| Rok  | Země                               | Jezdec                             | Tým                                 |
| ---- | ---------------------------------- | ---------------------------------- | ----------------------------------- |
| 1975 | Francie                            | Alain Meslet                       |                                     |
| 1976 | Francie                            | Patrice Testier                    |                                     |
| 1977 | Francie                            | Patrick Guay                       |                                     |
| 1978 | Francie                            | Marc Gomez                         |                                     |
| 1979 | Francie                            | Marc Madiot                        |                                     |
| 1980 | Francie                            | Serge Coquelin                     |                                     |
| 1981 | Francie                            | René Tremblay                      |                                     |
| 1982 | Francie                            | Serge Coquelin                     |                                     |
| 1983 | Francie                            | Hubert Graignic                    |                                     |
| 1984 | Francie                            | Serge Coquelin                     |                                     |
| 1985 | Francie                            | Zbigniew Krasniak                  |                                     |
| 1986 | Francie                            | Gaëtan Leray                       |                                     |
| 1987 | Francie                            | Philippe Dalibard                  |                                     |
| 1988 | Francie                            | Laurent Bezault                    |                                     |
| 1989 | Francie                            | Philippe Dalibard                  |                                     |
| 1990 | Francie                            | Jean-Cyril Robin                   |                                     |
| 1991 | Francie                            | Pascal Basset                      |                                     |
| 1992 | Francie                            | Pascal Hervé                       |                                     |
| 1993 | Francie                            | David Derique                      |                                     |
| 1994 | Francie                            | Gérald Bigit                       |                                     |
| 1995 | Francie                            | Stéphane Conan                     |                                     |
| 1996 | Francie                            | David Delrieu                      |                                     |
| 1997 | Francie                            | Christophe Thébault                |                                     |
| 1998 | Francie                            | Martial Locatelli                  |                                     |
| 1999 | Francie                            | Stéphane Pétilleau                 |                                     |
| 2000 | Francie                            | Stéphane Pétilleau                 |                                     |
| 2001 | Francie                            | Arnaud Chauveau                    |                                     |
| 2002 | Francie                            | Freddy Bichot                      | Française des Jeux                  |
| 2003 | Švýcarsko                          | Sandro Güttinger                   |                                     |
| 2004 | Francie                            | Sébastien Duret                    |                                     |
| 2005 | Bělorusko                          | Alexandr Kušynski                  | Amore & Vita–Beretta                |
| 2006 | Japonsko                           | Koji Fukušima                      | Cycle Racing Team Vang              |
| 2007 | Francie                            | Nicolas Vogondy                    | Agritubel                           |
| 2008 | Francie                            | Freddy Bichot                      | Agritubel                           |
| 2009 | Estonsko                           | Janek Tombak                       | Cycling Club Burgas                 |
| 2010 | Francie                            | Jérémie Galland                    | Saur–Sojasun                        |
| 2011 | Francie                            | Jimmy Casper                       | Saur–Sojasun                        |
| 2012 | Francie                            | Laurent Pichon                     | Bretagne–Schuller                   |
| 2013 | Kanada                             | David Veilleux                     | Team Europcar                       |
| 2014 | Francie                            | Stéphane Rossetto                  | BigMat–Auber93                      |
| 2015 | Francie                            | Anthony Turgis                     | Cofidis                             |
| 2016 | Francie                            | Bryan Coquard                      | Direct Énergie                      |
| 2017 | Nizozemsko                         | Mathieu van der Poel               | Beobank–Corendon                    |
| 2018 | Nizozemsko                         | Mathieu van der Poel               | Corendon–Circus                     |
| 2019 | Francie                            | Thibault Ferasse                   | Natura4Ever–Roubaix–Lille Métropole |
| 2020 | Nejelo se kvůli pandemii covidu-19 | Nejelo se kvůli pandemii covidu-19 | Nejelo se kvůli pandemii covidu-19  |
| 2021 | Francie                            | Arnaud Démare                      | Groupama–FDJ                        |
| 2022 | Francie                            | Benjamin Thomas                    | Cofidis                             |
| 2023 | Španělsko                          | Oier Lazkano                       | Movistar Team                       |
| 2024 | Itálie                             | Alberto Bettiol                    | EF Education–EasyPost               |
| 2025 | Nový Zéland                        | Aaron Gate                         | XDS Astana Team                     |